# Margitta Pufe
Margitta Pufe (z domu Ludewig, z pierwszego małżeństwa Droese; ur. 10 września 1952 w Gerze) – niemiecka lekkoatletka specjalizująca się w pchnięciu kulą oraz w rzucie dyskiem, dwukrotna uczestniczka letnich igrzysk olimpijskich (Montreal 1976, Moskwa 1980), brązowa medalistka olimpijska z Moskwy w pchnięciu kulą. W czasie swojej kariery reprezentowała Niemiecką Republikę Demokratyczną.

## Sukcesy sportowe
- pięciokrotna medalistka mistrzostw NRD w pchnięciu kulą – złota (1978), dwukrotnie srebrna (1977, 1979) oraz dwukrotnie brązowa (1975, 1976)[1]
- trzykrotna medalistka halowych mistrzostw NRD w pchnięciu kulą – złota (1978) oraz dwukrotnie srebrna (1977, 1982)[2]
- dwukrotna srebrna medalistka mistrzostw NRD w rzucie dyskiem (1978, 1979)[3]

| Rok  | Miasto        | Zawody                      | Konkurencja                 | Wynik                       |
| ---- | ------------- | --------------------------- | --------------------------- | --------------------------- |
| 1970 | Paryż         | Mistrzostwa Europy juniorów | pchnięcie kulą              | brązowy medal               |
| 1976 | Montreal      | Igrzyska olimpijskie        | pchnięcie kulą              | 6. miejsce                  |
| 1977 | San Sebastián | Halowe mistrzostwa Europy   | pchnięcie kulą              | 4. miejsce                  |
| 1978 | Mediolan      | Halowe mistrzostwa Europy   | pchnięcie kulą              | srebrny medal               |
| 1978 | Praga         | Mistrzostwa Europy          | rzut dyskiem pchnięcie kulą | srebrny medal brązowy medal |
| 1980 | Moskwa        | Igrzyska olimpijskie        | pchnięcie kulą rzut dyskiem | brązowy medal 5. miejsce    |

## Rekordy życiowe
- pchnięcie kulą (stadion) – 21,58 – Erfurt 28/05/1978
- pchnięcie kulą (hala) – 21,23 – Senftenberg 26/02/1978
- rzut dyskiem – 68,64 – Berlin 17/08/1979